# 'Azemah Ni'matul Bolkiah
'Azemah Ni'matul Bolkiah (Bandar Seri Begawan, 26 settembre 1984) è una principessa e giocatrice di polo bruneiana.

## Biografia

### Studi
La principessa 'Azemah (o Azema) è nata nel 1984 a Bandar Seri Begawan, in quanto seconda figlia del sultano Hassanal Bolkiah e di Mariam binti Abdul Aziz.
Intraprese gli studi alla Putera-Puteri School, per poi proseguirli alla Jerudong International School e al Paduka Seri Begawan Sultan Science College. Si laureò nel 2008 all'Università di Warwick, ottenendo un Bachelor of Laws.

### Carriera sportiva
Nel 2009 gareggiò come giocatrice di netball negli Ivy League, assieme alla sorella 'Fadzilah nel Setia Motors Netball Open Championship tenutosi all'Hassanal Bolkiah National Sports Complex.
Ha debuttato come giocatrice di polo nel 2017, come membro della squadra nazionale ai XXIX Giochi del Sud-est asiatico, in cui ottennero la medaglia di bronzo. Nel 2019 ha guidato la squadra con suo fratello Abdul Mateen alla stessa posizione, nei XXX Giochi. Nel marzo 2018 ha consegnato il premio del Brunei Ladies Open Champion Trophy alla golfista sudcoreana Hong Ran.
Nel dicembre 2021 è stata nominata con altre nove donne Sport Ambassador, allo scopo di utilizzare la propria influenza per promuovere l'equità di genere e l'emancipazione femminile con lo sport, nell'ambito della campagna #WeScore, finanziata dal Giappone, dell'Associazione delle Nazioni del Sud-est asiatico.

### Matrimonio e altre attività

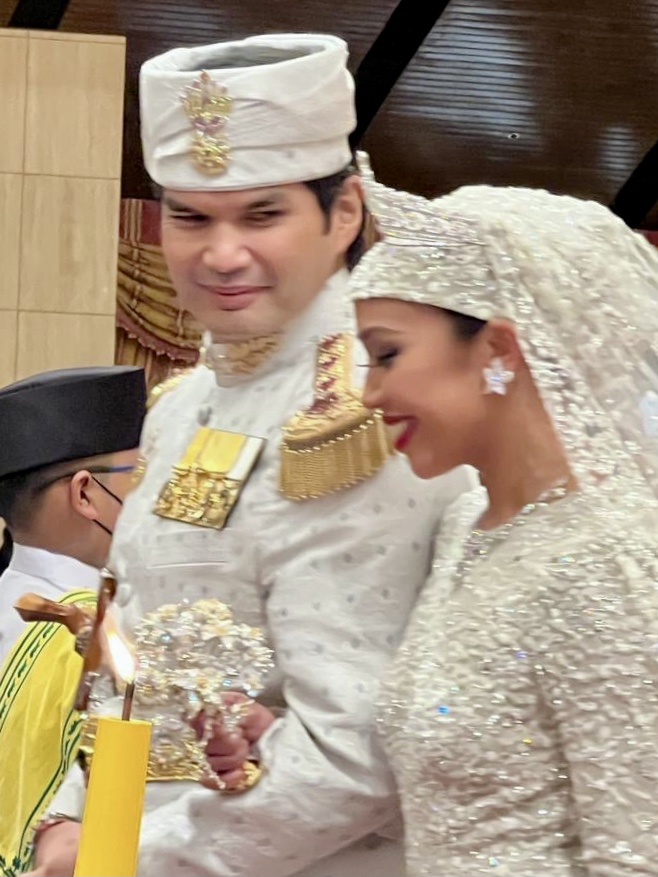
I principi Bahar e 'Azemah durante la cerimonia di nozze all'Istana Nurul Iman, 16 gennaio 2023

L'8 gennaio 2023 ha sposato un suo cugino di primo grado, il principe Bahar (1981), figlio dello zio Jefri.
È la presidente del consiglio di amministrazione dell'organizzazione non governativa Pusat Ehsan Al-Ameerah Al-Hajjah Maryam, attiva nell'educazione e riabilitazione delle persone con bisogni speciali. È anche membro della Royal Brunei Polo Association (RBPA).

## Palmarès
- 2 medaglie:
  - 1 bronzo (polo a Kuala Lumpur 2017)
  - 1 bronzo (polo a Filippine 2019)

## Patrocini
- Special Olympics Brunei Darussalam (dal 2005).[1]

## Titoli e trattamento
- 26 settembre 1984 - attuale: Sua Altezza Reale, la principessa 'Azemah del Brunei

## Ascendenza
|                          |     |                                             | Genitori                   |  |  | Nonni |  |  | Bisnonni                 |  |  | Trisnonni                     |  |
|                          |     |                                             |                            |  |  |       |  |  | Muhammad Jamalul Alam II |  |  | Hashim Jalilul Alam Aqamaddin |  |
|                          |     |                                             |                            |  |  |       |  |  | Muhammad Jamalul Alam II |  |  | Hashim Jalilul Alam Aqamaddin |  |
|                          |     | Pengiran Siti Fatima                        |                            |  |  |       |  |  | Muhammad Jamalul Alam II |  |  |                               |  |
| Omar Ali Saifuddien III  |     |                                             |                            |  |  |       |  |  | Muhammad Jamalul Alam II |  |  |                               |  |
|                          |     | Pengiran Anak Fatima                        | Pengiran Anak Saiful Rijal |  |  |       |  |  |                          |  |  |                               |  |
|                          |     | Pengiran Anak Fatima                        | Pengiran Anak Saiful Rijal |  |  |       |  |  |                          |  |  |                               |  |
|                          |     | Pengiran Anak Fatima                        | Pian Jamaliah              |  |  |       |  |  |                          |  |  |                               |  |
| Hassanal Bolkiah         |     | Pengiran Anak Fatima                        |                            |  |  |       |  |  |                          |  |  |                               |  |
|                          |     | Pengiran Anak Abdul Rahman                  | Pengiran Muda Besar Omar   |  |  |       |  |  |                          |  |  |                               |  |
|                          |     | Pengiran Anak Abdul Rahman                  | Pengiran Muda Besar Omar   |  |  |       |  |  |                          |  |  |                               |  |
|                          |     | Pengiran Anak Abdul Rahman                  | Pengiran Anak Siti Khadija |  |  |       |  |  |                          |  |  |                               |  |
| Pengiran Anak Damit      |     | Pengiran Anak Abdul Rahman                  |                            |  |  |       |  |  |                          |  |  |                               |  |
|                          |     | Pengiran Fatima                             | Radin Haji Hassan          |  |  |       |  |  |                          |  |  |                               |  |
|                          |     | Pengiran Fatima                             | Radin Haji Hassan          |  |  |       |  |  |                          |  |  |                               |  |
|                          |     | Pengiran Fatima                             | Hajah Zainab               |  |  |       |  |  |                          |  |  |                               |  |
| ’Azemah Ni’matul Bolkiah |     | Pengiran Fatima                             |                            |  |  |       |  |  |                          |  |  |                               |  |
|                          | ... | ...                                         |                            |  |  |       |  |  |                          |  |  |                               |  |
|                          | ... | ...                                         |                            |  |  |       |  |  |                          |  |  |                               |  |
|                          | ... | ...                                         |                            |  |  |       |  |  |                          |  |  |                               |  |
| Abdul Aziz bin Abdullah  | ... |                                             |                            |  |  |       |  |  |                          |  |  |                               |  |
|                          |     | ...                                         | ...                        |  |  |       |  |  |                          |  |  |                               |  |
|                          |     | ...                                         | ...                        |  |  |       |  |  |                          |  |  |                               |  |
|                          |     | ...                                         | ...                        |  |  |       |  |  |                          |  |  |                               |  |
| Mariam binti Abdul Aziz  |     | ...                                         |                            |  |  |       |  |  |                          |  |  |                               |  |
|                          |     | Pengiran Muhammad Salleh bin Pengiran Munap | Pengiran Munap             |  |  |       |  |  |                          |  |  |                               |  |
|                          |     | Pengiran Muhammad Salleh bin Pengiran Munap | Pengiran Munap             |  |  |       |  |  |                          |  |  |                               |  |
|                          |     | Pengiran Muhammad Salleh bin Pengiran Munap | ...                        |  |  |       |  |  |                          |  |  |                               |  |
| Pengiran Rashida         |     | Pengiran Muhammad Salleh bin Pengiran Munap |                            |  |  |       |  |  |                          |  |  |                               |  |
|                          |     | ...                                         | ...                        |  |  |       |  |  |                          |  |  |                               |  |
|                          |     | ...                                         | ...                        |  |  |       |  |  |                          |  |  |                               |  |
|                          |     | ...                                         | ...                        |  |  |       |  |  |                          |  |  |                               |  |
|                          |     | ...                                         |                            |  |  |       |  |  |                          |  |  |                               |  |